# Maruti Suzuki
La Maruti Suzuki, chiamata precedentemente Maruti Udyog Limited, è un'azienda indiana produttrice di autoveicoli con sede a Nuova Delhi, la cui maggioranza azionaria è di proprietà della casa giapponese Suzuki, in collaborazione con la quale produce modelli sia per il mercato locale che per il mercato mondiale.
È stata fondata nel 1981 ed è stata di proprietà del Governo indiano fino al 2003, quando è stata venduta alla casa automobilistica giapponese Suzuki.
A settembre 2022 Maruti Suzuki detiene una quota di mercato del 42% nel mercato indiano delle autovetture.

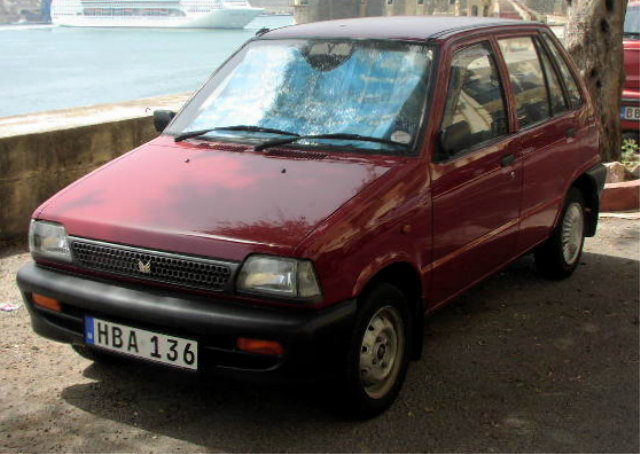
Una Maruti 800

## Storia
Nata nel 1981 come azienda statale, dalle ceneri di un progetto iniziato nel 1970 e liquidato dopo alcuni scandali, la Maruti Udyong aveva l'ambizioso programma dichiarato di voler favorire la motorizzazione di massa della nazione indiana.
La produzione di autovetture ha avuto inizio il 14 dicembre 1983 e la prima vettura prodotta è stata la Maruti 800, modello derivato dalla Suzuki Alto, classificabile tra le microvetture (o vetture Keycar sui mercati asiatici) con la sua lunghezza massima inferiore ai 3,5 m. Il successo del modello sul mercato interno indiano fu tale che per lungo tempo marchio e modello specifico furono praticamente sinonimi.
La collaborazione con la casa giapponese portò alla presentazione nel 1985 della Gipsy derivata dalla Suzuki SJ e a quella, avvenuta nel 1990, della prima berlina 4 porte, la 1000, derivata dalla Suzuki Swift.
La liberalizzazione progressiva dell'economia indiana ha fatto sì che dal 1992 la Suzuki acquisisse dapprima una quota paritaria dell'azienda con lo stato indiano, aumentando in seguito la sua partecipazione sino alla maggioranza assoluta. Nel contempo si è assistito al progressivo disimpegno delle autorità centrali dalla partecipazione azionaria.
Si calcola che sino al 2004 la casa abbia prodotto più di 5 milioni di autovetture, risultando essere per un ventennio la maggiore azienda di questo tipo in territorio indiano, superando in classifica la Hindustan Motors, casa fondata invece nel 1942. La sua leadership è stata poi messa in discussione dalla presenza sul mercato del nuovo competitore rappresentato dalla Tata Group. Sono però note anche le scarse libertà sindacali nei confronti degli operai, tanto che la Maruti fu definita da un noto periodico umoristico italiano macchina degli Schiavisti in risposta a una citazione del giornale Cuore che tra il serio ed il faceto sottolineava una maggiore affidabilità della Maruti 800 nei confronti delle Fiat.
Nel mese di ottobre del 2008 è partita, sempre nello stabilimento indiano di Manesar, la produzione della nuova Maruti A-Star, commercializzata anche in Europa dal 2009 come Suzuki Alto (settima serie).
Il 25 aprile 2019, Maruti Suzuki ha annunciato che avrebbe gradualmente interrotto la produzione di auto diesel entro il 1º aprile 2020, quando sarebbero entrati in vigore nuovi standard di emissioni più severi (BSES).

## Impianti di produzione
Maruti Suzuki ha due stabilimenti di produzione a Gurugram e Manesar, nello stato federato di Haryana e uno stabilimento ad Ahmedabad interamente di proprietà della casa madre Suzuki. Gli impianti di produzione hanno una capacità produttiva combinata di 2.250.000 veicoli all'anno (1,5 milioni dai due stabilimenti di Maruti Suzuki e 750.000 da Suzuki).
Nel novembre 2021 Maruti Suzuki ha annunciato che realizzerà un nuovo sito produttivo di 900 acri a Kharkhoda, nel distretto di Sonipat con un investimento di ₹ 18.000 crore.

## Modelli prodotti

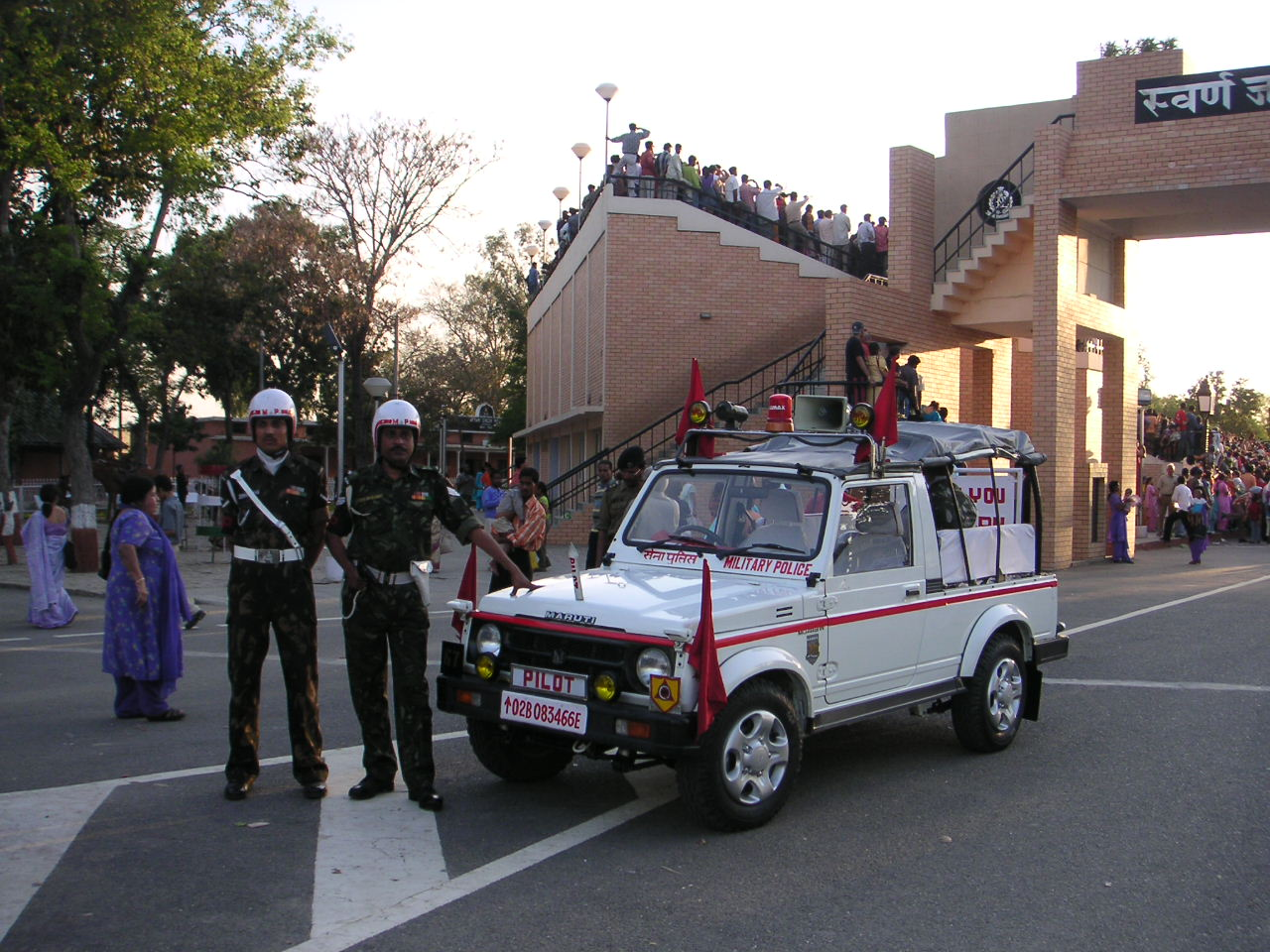
Una Gipsy della Polizia indiana

### Auto in produzione
| Foto | Marca  | Modello      | Inizio produzione |
| ---- | ------ | ------------ | ----------------- |
|      | Suzuki | Wagon R      | 1999              |
|      | Suzuki | Alto         | 2000              |
|      | Suzuki | Swift        | 2005              |
|      | Suzuki | Dzire        | 2008              |
|      | Suzuki | Eeco         | 2010              |
|      | Suzuki | Ertiga       | 2012              |
|      | Suzuki | Celerio      | 2014              |
|      | Suzuki | Ciaz         | 2014              |
|      | Suzuki | Baleno       | 2015              |
|      | Suzuki | Brezza       | 2016              |
|      | Suzuki | Carry        | 2016              |
|      | Suzuki | Ignis        | 2017              |
|      | Suzuki | Carry        | 2016              |
|      | Suzuki | S-Presso     | 2019              |
|      | Suzuki | XL6          | 2019              |
|      | Suzuki | Grand Vitara | 2022              |
|      | Suzuki | Fronx        | 2023              |
|      | Suzuki | Jimny        | 2023              |

### Auto fuori produzione
| Foto | Marca  | Modello       | Inizio produzione | Fine produzione |
| ---- | ------ | ------------- | ----------------- | --------------- |
|      | Suzuki | Gypsy         | 1985              | 2010            |
|      | Suzuki | Cultus        | 1990              | 2010            |
|      | Suzuki | Zen           | 1993              | 2006            |
|      | Suzuki | Baleno        | 1999              | 2006            |
|      | Suzuki | Baleno Altura | 2000              | 2006            |
|      | Suzuki | Every         | 2001              | 2010            |
|      | Suzuki | MR Wagon      | 2006              | 2013            |
|      | Suzuki | SX4           | 2007              | 2014            |
|      | Suzuki | Alto          | 2008              | 2014            |
|      | Suzuki | 800           | 2006              | 2013            |
|      | Suzuki | Omni          | 1884              | 2019            |
|      | Suzuki | Gypsy         | 1985              | 2019            |
|      | Suzuki | Ritz          | 2006              | 2019            |
|      | Suzuki | SX4 S-Cross   | 2015              | 2022            |